# حمض الغلوكورونيك
حمض الغلوكورونيك هو حمض عضوي من أحماض اليورونيك السكرية، والذي عزل لأول مرة من البول. لهذا المركب الكيميائي الصيغة C6H10O7.

## الوفرة الطبيعية
يدخل هذا المركب في دورة أيض (استقلاب) عدد من الكائنات الحية الدقيقة والحيوانات والنباتات. وهو يوجد طبيعياً في العديد من أنواع الصمغ الطبيعي، مثل الصمغ العربي وصمغ الزانثان. كما يوجد في نواتج التخمر في شاي الكومبوتشا.

## الخواص
حمض الغلوكورونيك هو حمض سكري مشتق من الغلوكوز، إذ تكون ذرة الكربون رقم 6 في الغلوكوز متأكسدة إلى حمض الكربوكسيليك. تحدث عملية الأكسدة في الكائنات الحية على غلوكوز ثنائي فوسفات اليوريدين.
يحدث الاقتران الغلوكوروني في الكبد، على الرغم من أن الإنزيمات المسؤولة عن عملية التحفيز ناقلة الغلوكورونوزيل (UDP-glucuronosyltransferase, UGT) موجودة في أغلب أعضاء الجسم الرئيسية.